# Raymond Domenech
Raymond Domenech (Lyon, 24. siječnja 1952.) je francuski nogometni trener i umirovljeni nogometaš. Bio je izbornik francuske nogometne reprezentacije više od pola decenije. Klupu napušta nakon SP-a u Južnoj Africi 2010. kada ga zamjenjuje Laurent Blanc, dotadašnji trener Bordeauxa. Domenech je katalonskog porijekla. Za vrijeme vladavine Francisca Franca njego otac pobjegao je iz Španjolske.
On je 12. lipnja 2004., nakon razočaravajućeg poraza Francuza u četvrt finalu EURO-a 2004., bio izneneđujuća zamjena za Santinia na mjestu francuskog izbornika. 